# Pouteria anteridata
Pouteria anteridata é um espécie de planta na família Sapotaceae. É encontrada na Venezuela.